# スタンドアップ (総合芸能プロダクション)
株式会社スタンドアップは、愛知県名古屋市中村区に本社を置く総合芸能事務所。

## 概要
- 株式会スタンドアップはタレント・モデル・ミュージシャン・作家・ダンサーなど様々な分野において、育成からマネージメント、キャスティングまでを一貫して行っている、総合芸能プロダクション。その他、企画制作や自社レーベルな多岐にわたる業務を行っている。

### 総合プロダクションスタンドアップを形成する5つの要素
- マネージメント（タレントプロモート）
- 番組制作、イベント制作
- レコード機関
- タレント育成
- カウンセリング

## 企画・制作
MOVIE
- サクラ咲く季節に

RADIO
- MUSIC CONEACT
- White Whiteの「ポジティータイム」

UNIT
- White White
- 歌舞姫（まいひめ）

LIVE＆EVENT
- STANDUP LIVE
- 次世代タレントとの交流型イベント「BIRTHDAY」

## 事業所
- 本社（愛知県名古屋市中村区）
- 東京支社（東京都江戸川区）
- 福岡支社（福岡県福岡市博多区）

## 関連会社
- スティッカム
- フェザーインターナショナル（芸能プロダクション）
- 名古屋タレントビューロー（芸能プロダクション）
- アズライトプロダクション（芸能プロダクション）
- 代々木アニメーション学院
- Pixy
- DEPOC